# 延丕勒多爾濟
延丕勒多尔济（18世纪—1758年），博尔济吉特氏，清朝喀尔喀蒙古第八代土谢图汗。
延丕勒多爾濟是第一代土谢图汗察衮的玄孙，第二代土谢图汗察珲多尔济的曾孙，第四代土谢图汗多爾濟額爾德尼阿海的孙子，第五代土谢图汗旺札勒多爾濟的长子。乾隆十一年（1746年），延丕勒多爾濟袭封土谢图汗。乾隆十三年（1748年），授盟长及所部副将军，选五百只骆驼运送归化城的米，赴塔密尔军营，命土谢图汗延丕勒多尔济偕哲卜尊丹巴呼图克图（延丕勒多爾濟同曾祖父的兄弟）督理俄罗斯边境事。乾隆二十一年（1756年）秋，因病罢副将军及盟长职，冬，理藩院追论他纵子旺沁多尔济弃汛私归之罪，被削汗爵。乾隆二十三年（1758年），延丕勒多尔济卒。他的侄子車登多爾濟袭爵。